# Åsgöl (Älghults socken, Småland)
Åsgöl är en sjö i Uppvidinge kommun i Småland och ingår i Ljungbyåns huvudavrinningsområde. Sjöns area är 0,012 kvadratkilometer och den befinner sig 185 meter över havet.